# Lagoleptus rugipectus
Lagoleptus rugipectus là một loài tò vò trong họ Ichneumonidae.